# Passager
En passager er en person der rejser med en form for transportmiddel, og som ikke umiddelbart har indflydelse på transportmidlets fremføring. En passager kan i daglig tale rejse med tog, færge, fly e.l.

## Typer af passagerer
- Pendler
- Astronaut
- Blind passager